# Damalis pollinosa
Damalis pollinosa là một loài ruồi trong họ Asilidae. Damalis pollinosa được Ricardo miêu tả năm 1925.